# Mannheimer SC
Der Mannheimer SC ist ein Eissportverein aus Mannheim. Bekannt ist er durch seine Damen-Eisstockmannschaft, die zweimal Europameister wurde und seine Herren-Eishockeymannschaft, die von 1966 bis 1968 in der zweitklassigen Oberliga spielte.
Der Mannheimer Schlittschuh-Club wurde 1959 gegründet. Bereits 1872 wurde ein Verein unter dem Namen Mannheimer Schlittschuhclub gegründet.

## Eishockey
1964 gewann der Mannheimer SC die badische Landesligameisterschaft und nahm an der Qualifikation zur Gruppenliga (dritte Spielklasse) teil. Durch die Aufstockung der Gruppenliga rückte man in diese auf. In der ersten Saison in der Gruppenliga landete man im gesicherten Mittelfeld der Gruppe Süd. In der Saison 1965/66 wurde in der nun Regionalliga genannten Liga eine Gruppe Süd/West gegründet. Dort qualifizierte man sich für die Zwischenrunde Süd/Mitte und verpasste als Dritter nur knapp die Qualifikation zur Endrunde. Kurzfristig wurde 1966 die Oberliga aufgestockt. Der Mannheimer SC spielte daher im Vorfeld der Saison 1966/67 zwei Aufstiegsspiele gegen den Dritten der Zwischenrunde Nord/West EC Hannover, die man mit 10:4 und 8:6 für sich entscheiden konnte. Dort spielte man in der Gruppe Nord, die man als Fünfter von sieben Mannschaften abschloss. Die anschließende Relegationsrunde mit der Regionalliga Nord konnte man als Erster abschließen. 1967/68 konnte man dagegen nur ein Spiel in der Vorrunde gewinnen. Die Relegationsrunde schloss man auf Platz 2 ab. Der Verein zog sich anschließend aus dem Spielbetrieb der höheren Ligen zurück.
| Saison  | Spielklasse                       | Platz      | Punkte |
| ------- | --------------------------------- | ---------- | ------ |
| 1963/64 | Landesliga Baden                  | 1.         |        |
|         | Qualifikation zur Gruppenliga Süd | 2. (von 3) | 02:06  |
| 1964/65 | Gruppenliga Süd                   | 6. (von 9) | 13:19  |
| 1965/66 | Regionalliga Mitte                | 3. (von 5) | 10:16  |
|         | Zwischenrunde Süd/Mitte           | 3. (von 6) | 09:11  |
| 1966/67 | Qualifikation zur Oberliga        | 1. (von 2) | 04:0   |
|         | Oberliga Nord                     | 5. (von 7) | 11:13  |
|         | Relegation zur Oberliga Nord      | 1. (von 7) | 22:02  |
|         | Oberligapokal                     | 2. (von 2) | 00:04  |
| 1967/68 | Oberliga Nord                     | 7. (von 7) | 02:22  |
|         | Relegation zur Oberliga Nord      | 2. (von 7) | 18:06  |

## Eisstock
Die Damen-Mannschaft wurde 1977, 1978 und 1984 Deutscher Meister. Sie vertrat 1979 und 1984 Deutschland bei den Europameisterschaften und konnte jeweils den Europameistertitel gewinnen.